# Petit Le Mans 2008

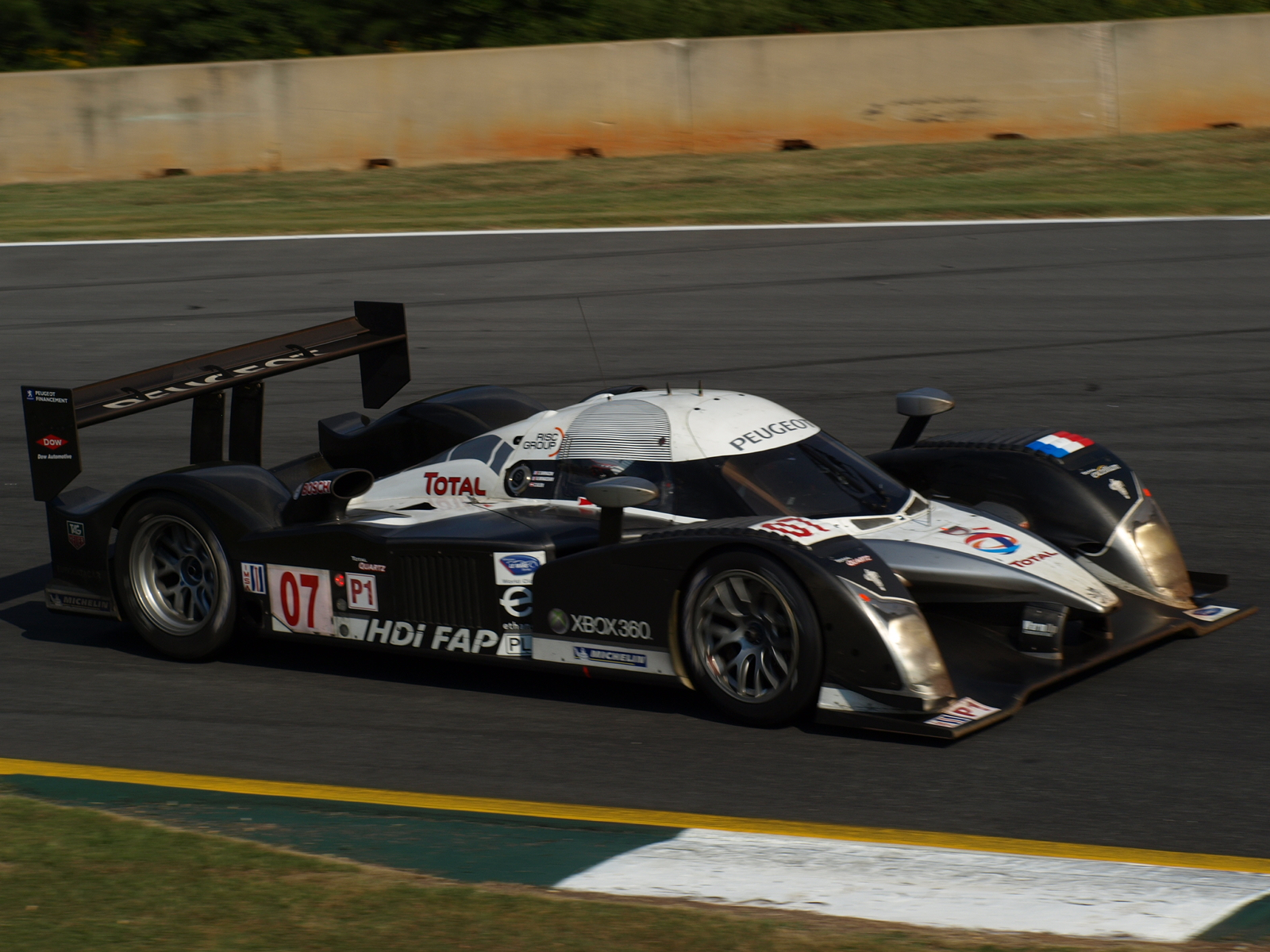
Stéphane Sarrazin im zweitplatzierten Peugeot 908 HDi FAP

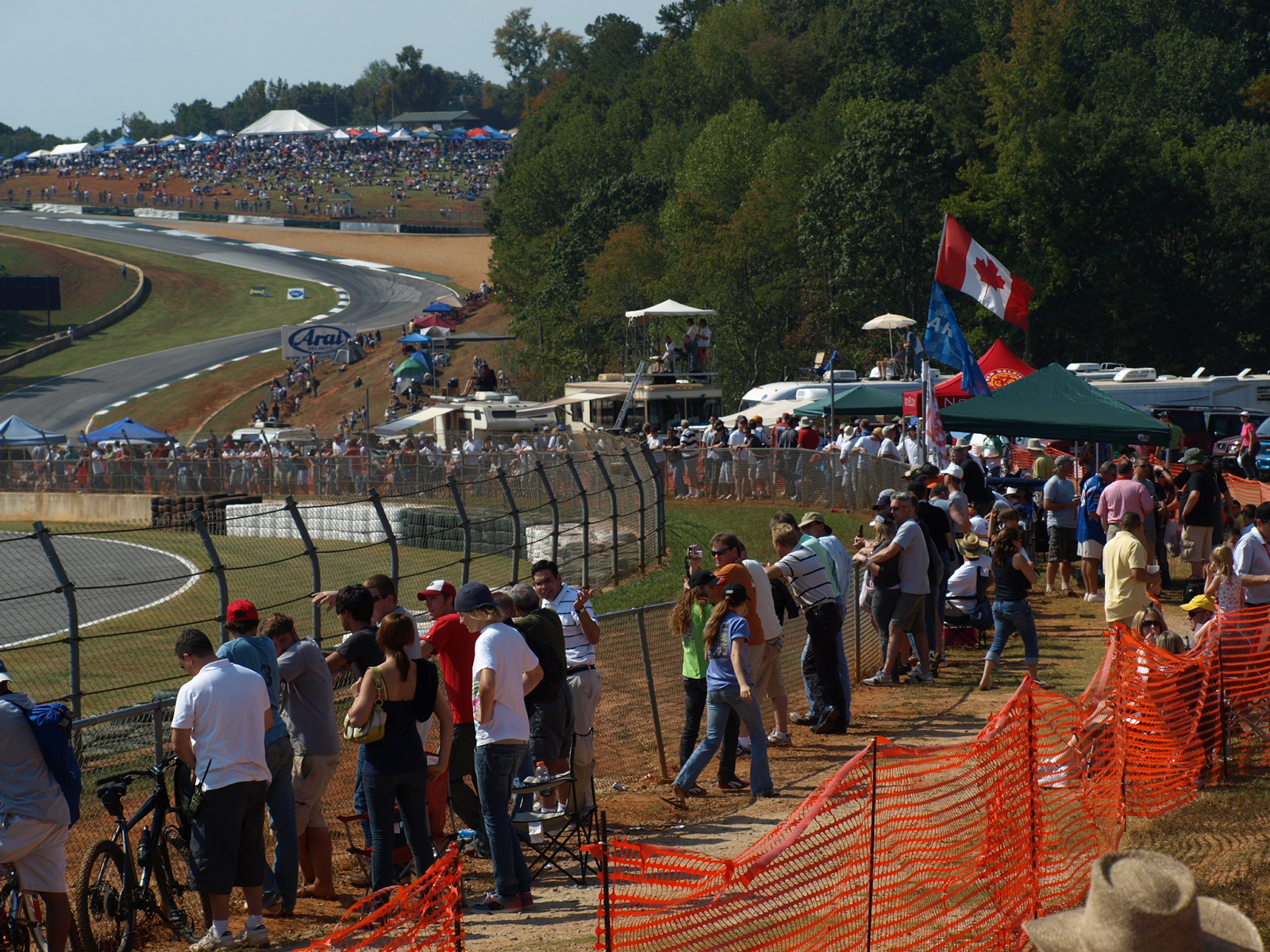
Zuschauer am Renntag

Das elfte Petit Le Mans, auch 11th annual Petit Le Mans powered by the Totally New Mazda 6, Road Atlanta, fand am 4. Oktober 2008 in Road Atlanta statt und war der zehnte Wertungslauf der American Le Mans Series dieses Jahres.

## Das Rennen
Nach der Einführung 1998 – Eric van de Poele, Wayne Taylor und Emmanuel Collard siegten in einem Ferrari 333SP – etablierte sich das Petit Le Mans rasch als eines der wichtigsten Sportwagenrennen in Nordamerika. Starke Startfelder auf einer abwechslungsreichen Rennstrecke sorgten für großes Publikumsinteresse. 2008 kamen am Renntag 100.000 Zuschauer an die Strecke. Je nachdem welche Grenze erreicht wurde, betrug die Renndistanz 1000 Meilen oder 10 Stunden. 2008 wurde die 1000-Meilen-Distanz nach 9:41:17,825 Stunden Renndauer erreicht. Das Rennen wurde bei Tageslicht gestartet und endete in den Nachtstunden.
Während des spannenden Rennens gab es elf Gelbphasen und sieben verschiedene Fahrzeuge nahmen die Führungsposition ein. Ein erstaunliches Rennen fuhr die siegreiche Mannschaft im Audi R10 TDI mit der Nummer 1. Nachdem Allan McNish im Warm-up einen Unfall hatte, musste er das Rennen aus der Boxengasse aufnehmen. Zwischenzeitlich hatte er zwei Runden Rückstand auf den zu Beginn führenden Peugeot 908 HDi FAP von Stéphane Sarrazin, Nicolas Minassian und Christian Klien. Der Österreicher Klien war über die gesamte Distanz der schnellste Fahrer des Rennens, konnte wie seine Teamkollegen die Überlegenheit des Peugeot aber nicht in einen Erfolg umsetzen. Immer wieder wurde der Vorsprung des Wagens durch die zu langsame Boxenarbeit zunichtegemacht. Auch einige Gelbphasen sorgten für den Verlust klarer Führungen. Die letzte Gelbphase gab es 15 Minuten vor Rennende, deren Ende McNish zum besten Restart nutzte. Im Ziel hatte er nach fast zehn Stunden Renndauer vier Sekunden Vorsprung auf den Peugeot mit Christian Klien am Steuer. Der zweite Audi von Marco Werner und Lucas Luhr kam weitere drei Sekunden dahinter ins Ziel.

## Ergebnisse

### Schlussklassement
| 1               | LMP1 | 1   | Audi Sport North America     | Allan McNish Emanuele Pirro Rinaldo Capello         | Audi R10 TDI                  | 394 |
| 2               | LMP1 | 07  | Peugeot Sport Total          | Nicolas Minassian Stéphane Sarrazin Christian Klien | Peugeot 908 HDi FAP           | 394 |
| 3               | LMP1 | 2   | Audi Sport North America     | Marco Werner Lucas Luhr                             | Audi R10 TDI                  | 394 |
| 4               | LMP2 | 5   | Penske Motorsports Inc.      | Ryan Briscoe Hélio Castroneves                      | Porsche RS Spyder             | 394 |
| 5               | LMP2 | 7   | Penske Racing                | Timo Bernhard Romain Dumas                          | Porsche RS Spyder             | 394 |
| 6               | LMP2 | 6   | Penske Racing                | Patrick Long Sascha Maassen Emmanuel Collard        | Porsche RS Spyder             | 392 |
| 7               | LMP2 | 20  | Dyson Racing Team            | Butch Leitzinger Marino Franchitti Andy Lally       | Porsche RS Spyder             | 391 |
| 8               | LMP2 | 66  | de Ferran Motorsports        | Gil de Ferran Scott Dixon Simon Pagenaud            | Acura ARX-01b                 | 388 |
| 9               | LMP2 | 16  | Dyson Racing Team            | Chris Dyson Guy Smith                               | Porsche RS Spyder             | 384 |
| 10              | GT1  | 3   | Corvette Racing              | Johnny O’Connell Jan Magnussen Ron Fellows          | Chevrolet Corvette C6.R       | 365 |
| 11              | GT1  | 4   | Corvette Racing              | Olivier Beretta Oliver Gavin Max Papis              | Chevrolet Corvette C6.R       | 359 |
| 12              | GT2  | 62  | Risi Competizione            | Jaime Melo Mika Salo                                | Ferrari F430 GTC              | 358 |
| 13              | GT2  | 45  | Flying Lizard Motorsports    | Jörg Bergmeister Wolf Henzler Marc Lieb             | Porsche 997 GT3 RSR           | 358 |
| 14              | LMP1 | 50  | Team LNT                     | Danny Watts Olivier Pla                             | Ginetta-Zytek 07S             | 355 |
| 15              | GT2  | 71  | Tafel Racing                 | Dirk Müller Dominik Farnbacher                      | Ferrari F430 GTC              | 355 |
| 16              | GT2  | 51  | Risi Competizione            | Niclas Jönsson Tracy Krohn Eric van de Poele        | Ferrari F430 GTC              | 346 |
| 17              | GT2  | 99  | JMB Racing                   | Pierre Kaffer Ben Aucott Stéphane Daoudi            | Ferrari F430 GTC              | 344 |
| 18              | GT2  | 44  | Flying Lizard Motorsports 44 | Darren Law Lonnie Pechnik Seth Neiman               | Porsche 997 GT3 RSR           | 339 |
| 19              | GT2  | 73  | Tafel Racing                 | Alex Figge Jim Tafel                                | Ferrari F430 GTC              | 331 |
| 20              | GT2  | 54  | Black Swan Racing            | Anthony Lazzaro Tim Pappas Andy Pilgrim             | Ford GT-R                     | 291 |
| 21              | GT2  | 21  | Panoz Team PTG               | Tommy Milner Joey Hand                              | Panoz Esperante GTLM          | 282 |
| Ausgefallen     |      |     |                              |                                                     |                               |     |
| 22              | LMP2 | 26  | Andretti Green Racing        | Tony Kanaan Franck Montagny Mario Andretti          | Acura ARX-01b                 | 347 |
| 23              | GT2  | 46  | Flying Lizard Motorsports    | Johannes van Overbeek Patrick Pilet                 | Porsche 997 GT3 RSR           | 311 |
| 24              | GT2  | 007 | Drayson – Barwell            | Jonathan Cocker Darren Turner Paul Drayson          | Aston Martin V8 Vantage GT2   | 294 |
| 25              | GT2  | 18  | VICI Racing                  | Nicky Pastorelli Marc Basseng Francisco Pastorelli  | Porsche 997 GT3 RSR           | 291 |
| 26              | LMP2 | 15  | Lowe’s Fernandez Racing      | Luis Díaz Adrián Fernández Michel Jourdain          | Acura ARX-01b                 | 281 |
| 27              | GT2  | 11  | Primetime Race Group         | Joel Feinberg Chris Hall                            | Dodge Viper Competition Coupe | 280 |
| 28              | GT2  | 87  | Farnbacher Loles Racing      | Dirk Werner Bryce Miller Jorg Hardt                 | Porsche 997 GT3 RSR           | 277 |
| 29              | GT2  | 40  | Robertson Racing             | David Murry Andrea Robertson David Robertson        | Ford GT-R                     | 263 |
| 30              | LMP1 | 30  | Intersport Racing            | Ryan Lewis Luke Hines Georges Forgeois              | Lola B07/17                   | 227 |
| 31              | LMP1 | 37  | Intersport Racing            | Jon Field Richard Berry Clint Field                 | Lola B06/10                   | 160 |
| 32              | LMP1 | 88  | Creation Autosportif         | Stephen Simpson Harold Primat Jamie Campbell-Walter | Creation CA07                 | 138 |
| 33              | LMP1 | 12  | Creation Autosportif         | Chris McMurry Tony Burgess Bryan Willman            | Lola B06/10                   | 122 |
| 34              | LMP1 | 888 | Creation Autosportif         | Stuart Hall Liz Halliday Dean Stirling              | Creation CA07                 | 113 |
| 35              | LMP1 | 48  | Corsa Motorsports            | Johnny Mowlem Stefan Johansson Gunnar Jeannette     | Zytek 07S                     | 73  |
| 36              | GT2  | 28  | LG Motorsports               | Tomy Drissi Lou Gigliotti Marc Goossens             | Chevrolet Corvette C6         | 37  |
| 37              | LMP2 | 9T  | Patron Highcroft Racing      | Scott Sharp David Brabham Dario Franchitti          | Acura ARX-01b                 | 16  |
| Nicht gestartet |      |     |                              |                                                     |                               |     |
| 38              | LMP2 | 8   | BK Motorsports               | Ben Devlin Gerardo Bonilla                          | Lola B08/86                   | 1   |
| 39              | LMP2 | 9   | Patron Highcroft Racing      | Scott Sharp David Brabham Dario Franchitti          | Acura ARX-01b                 | 2   |

1 Unfall im Training
2 Unfall im Training

### Nur in der Meldeliste
Hier finden sich Teams, Fahrer und Fahrzeuge, die ursprünglich für das Rennen gemeldet waren, aber aus den unterschiedlichsten Gründen daran nicht teilnahmen.
| Pos. | Klasse | Nr. | Team                | Fahrer                                      | Chassis             |
| ---- | ------ | --- | ------------------- | ------------------------------------------- | ------------------- |
| 40   | GT1    | 008 | Bell Motorsports    | Terry Borcheller Chapman Ducote             | Aston Martin DBR9   |
| 41   | LMP1   | 08  | Peugeot Sport Total | Stéphane Sarrazin Pedro Lamy Alexander Wurz | Peugeot 908 HDi FAP |
| 42   | LMP1   | 10  | ECO Racing          | Ben Collins Harri Toivonen Simon Wright     | Radical SR10        |

### Klassensieger
| Klasse | Fahrer           | Fahrer            | Fahrer          | Fahrzeug                | Platzierung im Gesamtklassement |
| ------ | ---------------- | ----------------- | --------------- | ----------------------- | ------------------------------- |
| LMP1   | Allan McNish     | Emanuele Pirro    | Rinaldo Capello | Audi R10 TDI            | Gesamtsieg                      |
| LMP2   | Ryan Briscoe     | Hélio Castroneves |                 | Porsche RS Spyder       | Rang 4                          |
| GT1    | Johnny O’Connell | Jan Magnussen     | Ron Fellows     | Chevrolet Corvette C6.R | Rang 10                         |
| GT2    | Jaime Melo       | Mika Salo         |                 | Ferrari F430 GTC        | Rang 12                         |

### Renndaten
- Gemeldet: 42
- Gestartet: 37
- Gewertet: 21
- Rennklassen: 4
- Zuschauer: 100000
- Wetter am Renntag: warm und trocken
- Streckenlänge: 4,088 km
- Fahrzeit des Siegerteams: 9:41:17,825 Stunden
- Gesamtrunden des Siegerteams: 394
- Gesamtdistanz des Siegerteams: 1610,567 km
- Siegerschnitt: 166,239 km/h
- Pole Position: Stéphane Sarrazin – Peugeot 908 HDi FAP (#07) – 1:06,242 = 222,152 km/h
- Schnellste Rennrunde: Christian Klien – Peugeot 908 HDi FAP (#07) – 1:07,056 = 219,457 km/h
- Rennserie: 10. Lauf der ALMS-Saison 2008